# Piper PA-48
Die Piper PA-48 Enforcer ist ein leichtes Kampfflugzeug zur Luftnahunterstützung des US-amerikanischen Herstellers Piper Aircraft.

## Entwicklung und Konstruktion

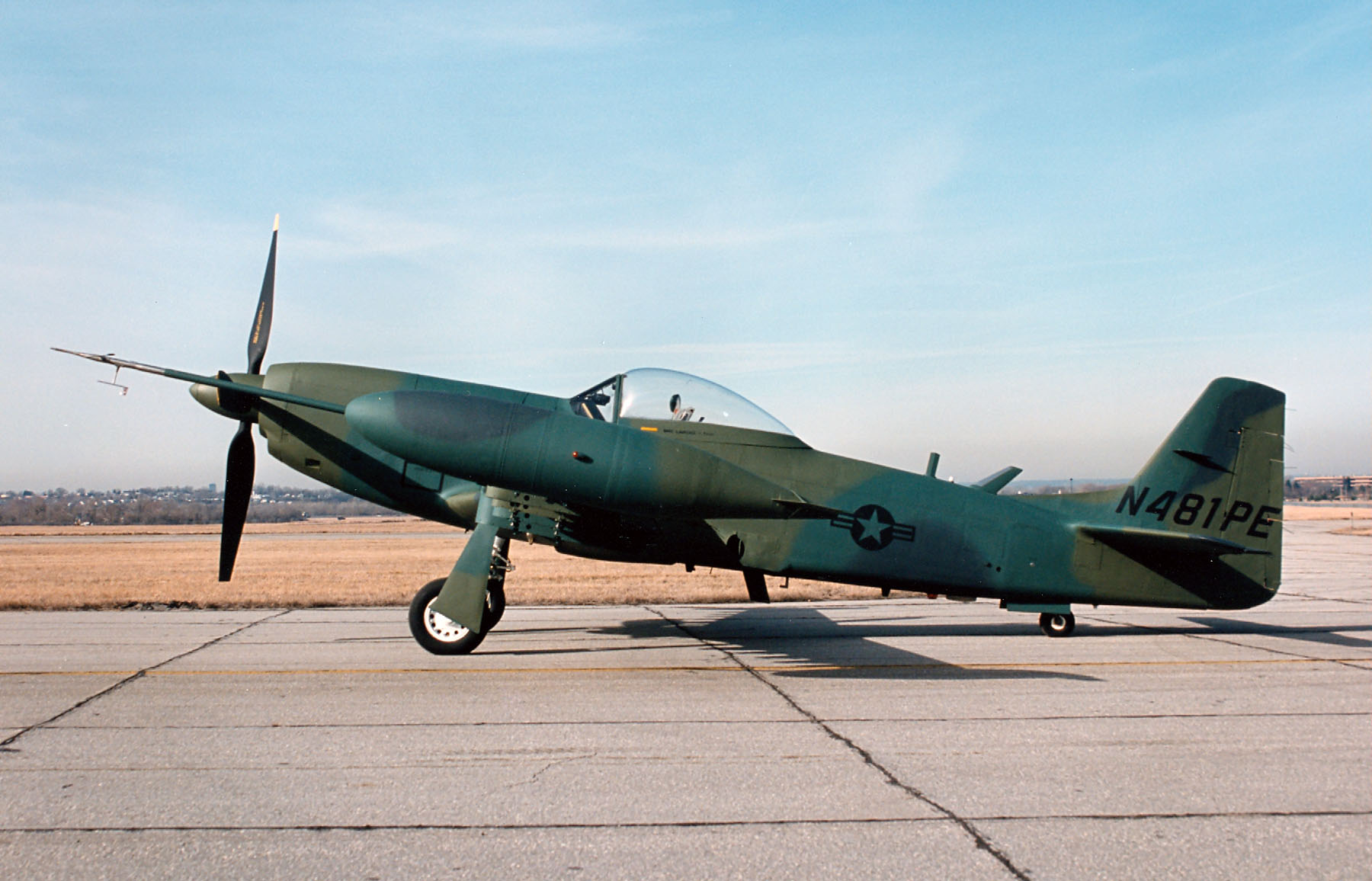
Piper PA-48 Enforcer mit Hoheitszeichen der U.S. Air Force

Im Jahr 1968 begann David Lindsay, der Gründer von Cavalier Aircraft, mit der Entwicklung eines Aufstandsbekämpfungsflugzeugs auf Basis der Cavalier Mustang. Zunächst baute er ein Dart-Triebwerk des britischen Triebwerksherstellers Rolls-Royce in eine Mustang II ein. Dieser privatfinanzierte Prototyp sollte für die gleichen Luftnahunterstützungs- und Aufstandsbekämpfungsmissionen eingesetzt werden, für die auch die Mustang II vorgesehen war. Die Turbo Mustang III verfügte über eine radikal gesteigerte Leistungsfähigkeit sowie eine größere Nutzlast und verringerten Wartungsaufwand. Sie war mit einer keramischen Panzerung von Bristol zum Schutz des Triebwerks, des Flugwerks und des Piloten ausgerüstet. Trotz massiver Bemühungen kauften weder das US-amerikanische Militär noch die Streitkräfte anderer Länder die Turbo Mustang III.
Auf der Suche nach einem Hersteller mit ausreichenden Ressourcen für eine Serienfertigung wurde die in Enforcer umbenannte Turbo Mustang III in den späten 1970er Jahren an Piper Aircraft verkauft. Nachdem Cavalier Aircraft 1971 geschlossen worden war, unterstützte Lindsay Piper bei der weiteren Entwicklung der Enforcer. Piper leaste ein Lycoming-T-55L-9-Triebwerk bei der U.S. Air Force und führte etwa 200 Stunden Testflüge durch.
Im Jahr 1971 baute Piper zwei Exemplare der Enforcer. Dafür wurde das Flugwerk der Mustang stark verändert, indem neben mehreren anderen bedeutenden Modifikationen ein Lycoming YT55-L-9A Turboproptriebwerk eingepasst wurde. Die sogenannte PE-1 mit dem Kennzeichen N201PE wurde als Einsitzer, die PE-2 mit dem Kennzeichen N202PE als Zweisitzer in Tandemkonfiguration gebaut.
Bevor sie bei der Aufstandsbekämpfung getestet werden konnte, wurde die PE-2 bei einem Absturz aufgrund von Flattern, das durch eine von Piper veränderte Höhenrudertrimmung verursacht wurde, vor der Küste von Florida am 12. Juli 1971 zerstört. Obwohl die Enforcer bei Tests durch Piloten der U.S. Air Force in den Jahren 1971 und 1972 gute Leistungen zeigte, gelang es Piper nicht, einen Auftrag von der U.S. Air Force zu bekommen.

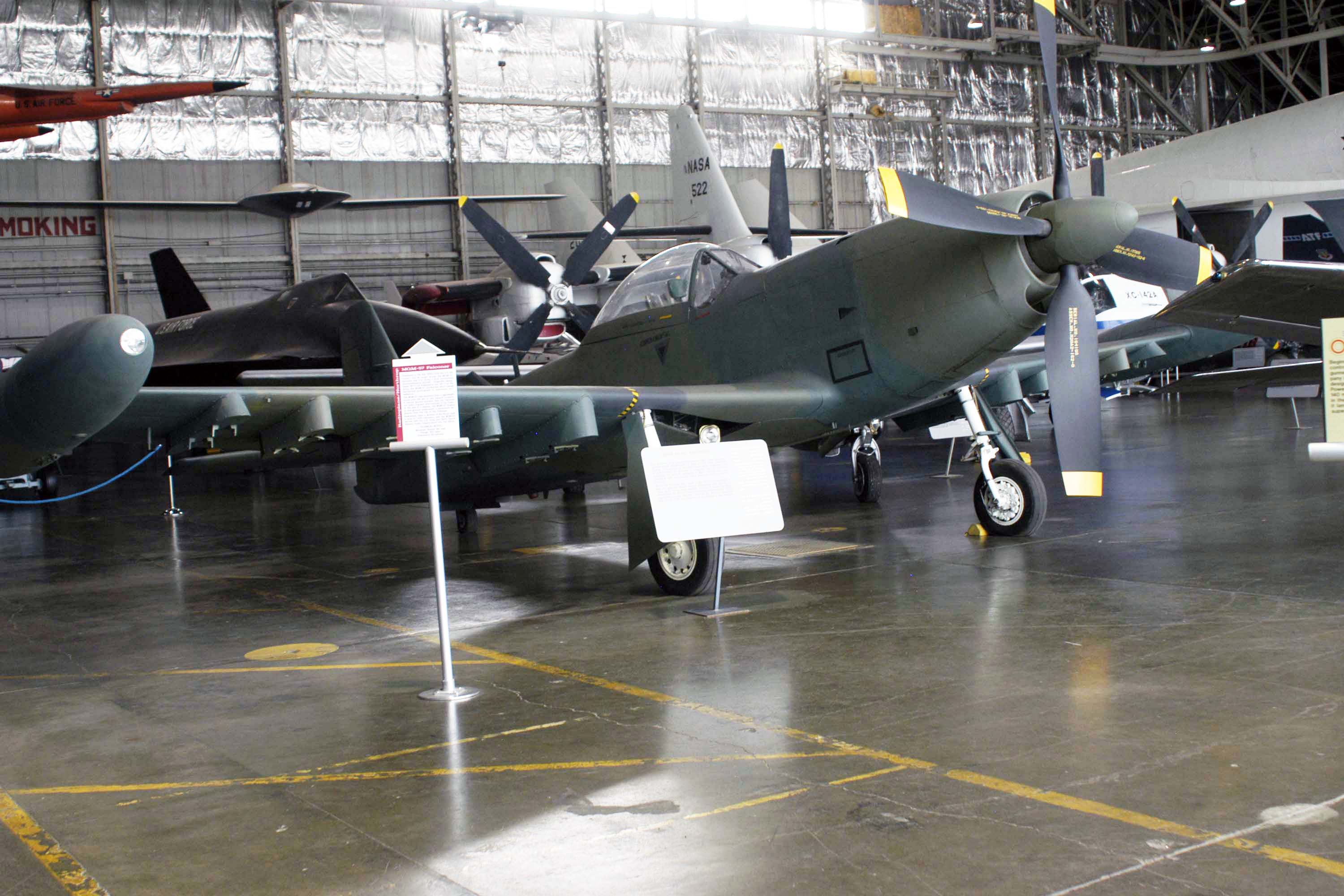
Piper PA-48 Enforcer im National Museum of the U.S. Air Force

Während der folgenden acht Jahre setzten sich Lindsay und Piper immer wieder beim US-amerikanische Kongress für eine offizielle Neubewertung der PA-48 durch die U.S. Air Force ein. Im Jahr 1979 wurden schließlich 11,9 Millionen US-Dollar für den Bau von zwei weiteren Prototypen und deren Bewertung durch die U.S. Air Force bereitgestellt. Da die Enforcer nie offiziell zum Bestand der U.S. Air Force gehörte, wurde ihr keine offizielle militärische Bezeichnung zugeteilt. Stattdessen behielt sie die Bezeichnung PA-48 und die FAA-Kennzeichen N481PE und N482PE.
Die neuen PA-48-Prototypen hatten weniger als ein Zehntel mit der ursprünglichen Struktur der P-51 gemeinsam und waren sowohl länger als auch größer. Im Grunde war die PA-48 Enforcer damit ein vollständig neues Flugzeug.
In den Jahren 1983 und 1984 wurden die beiden PA-48 auf der Eglin Air Force Base in Florida und auf der Edwards Air Force Base in Kalifornien getestet. Wie bereits 1971 zeigten die Flugzeuge gute Leistungen in Bezug auf ihre vorgesehenen Einsatzprofile. Doch auch dieses Mal entschied sich die U.S. Air Force gegen einen Kauf.
Im Jahr 1984 baute Piper mit Fördermitteln des US-amerikanischen Kongresses von zwölf Millionen US-Dollar zwei weitere Exemplare, die die Bezeichnung PA-48 erhielten. Diese Flugzeuge wurden ebenfalls von der U.S. Air Force bewertet, jedoch nur von Testpiloten von Piper geflogen.

## Erhaltene Exemplare
Von den vier Prototypen existieren heute noch zwei.
- Die PA-48 mit dem Kennzeichen N482PE ist vollständig restauriert im Air Force Flight Test Museum auf der Edwards Air Force Base ausgestellt.[2]
- Die PA-48 mit dem Kennzeichen N481PE ist im National Museum of the United States Air Force auf der Wright-Patterson Air Force Base eingelagert.[1]

## Technische Daten
| Kenngröße             | Daten                                                                                       |
| --------------------- | ------------------------------------------------------------------------------------------- |
| Besatzung             | 1                                                                                           |
| Länge                 | 34,2 ft (10,4 m)                                                                            |
| Spannweite            | 41,3 ft (12,6 m)                                                                            |
| Höhe                  | 13,1 ft (4 m)                                                                               |
| Flügelfläche          | 245 ft² (23 m²)                                                                             |
| Leermasse             | 7.200 lb (3.266 kg)                                                                         |
| max. Startmasse       | 14.000 lb (6.350 kg)                                                                        |
| Reisegeschwindigkeit  | 253 mph (407 km/h)                                                                          |
| Höchstgeschwindigkeit | 403 mph (649 km/h)                                                                          |
| Dienstgipfelhöhe      | 25.000 ft (7.620 m)                                                                         |
| Reichweite            | 921 mi (1.482 km)                                                                           |
| Triebwerke            | 1 × Lycoming YT55-L-9 Turboprop                                                             |
| Bewaffnung            | 2 × 30-mm-Maschinengewehre, MK-82 Snakeye, Bristol GRV-7 Raketen, MK-20 Rockeye Streubomben |